# Comité interparlementaire du G5 Sahel
 (décembre 2020).
 (décembre 2020).
Le comité interparlementaire G5 Sahel (CIP G5-Sahel) est une organisation parlementaire sous-régionale mise en place par les parlements des cinq pays membres (Mauritanie, Mali, Burkina Faso, Niger et Tchad) pour exercer un contrôle démocratique des actions et initiatives mises en œuvre dans le cadre du G5 Sahel.

## Histoire
La décision de création d’une structure interparlementaire du G5 Sahel a été prise le 17 juillet 2018, à Niamey au Niger lors d'un sommet interparlementaire qui avait réuni l'ensemble des parlements des pays membres du G5 Sahel à savoir le Burkina Faso, le Mali, la Mauritanie, le Niger et le Tchad.
Cette décision a été consignée dans un communiqué final adopté de manière unanime par les membres.
Plus tard le 13 décembre 2018, les statuts du CIP G5 Sahel furent adoptés par les membres fondateurs à Paris, à la faveur d'un sommet co-organisé avec l'Assemblée nationale française et l’Assemblée parlementaire de la francophonie,.

## Un cadre de coopération parlementaire sous-régional
Le Comité Interparlementaire G5-Sahel est une institution consultative dont le rôle essentiel est de suivre les actions sécuritaires et de développement, entreprises dans les pays du G5-Sahel.
La création du Comité Interparlementaire G5 Sahel est motivée par le besoin des membres fondateurs de mettre en place un cadre de coopération et d’actions parlementaires dans l’édification de la paix et du développement durable au Sahel.
En tant que représentants des populations et des communautés dans leur diversité et au regard des missions régaliennes qui leur sont dévolues, les parlementaires du G5 Sahel veulent jouer un rôle dans :
- La création d’un environnement juridique et institutionnel favorable à la réussite des initiatives entrant dans le cadre du G5 Sahel ;
- Le renforcement de la gouvernance au sein du G5 Sahel ;
- Le renforcement des relations de confiance entre populations locales et acteurs de développement et de paix ;
- La facilitation du dialogue entre acteurs ;
- L’amélioration de l’articulation entre l’offre d’intervention et les besoins locaux.

## Structure
Le comité interparlementaire G5-Sahel est composé de membres permanents constitués des représentants des parlements des cinq pays membres du G5-Sahel. Il est ouvert aux institutions parlementaires des pays contributeurs de l'Alliance Sahel, ainsi qu'à toute institution de développement apportant un concours financier et/ou technique à la mise en œuvre des actions entrant dans le cadre du G5-Sahel. Dans l'éventualité d'une probable ouverture future, le CIP G5 Sahel est également accessible aux parlements de tout pays africain devenant membre du G5-Sahel.
Les organes du CIP G5 Sahel sont :
1. l'Assemblée plénière ;
2. la conférence des présidents des parlements du CIP G5-Sahel ;
3. le bureau du CIP G5-Sahel ;
4. les commissions permanentes ;
5. le Secrétariat exécutif.

Au terme de ses textes, le Secrétariat Exécutif du CIP G5 Sahel est fixé à Niamey au Niger. Il est dirigé de manière tournante par un ressortissant de l'un des quatre pays membres du G5 SAHEL n’abritant pas le siège.

## Fonctionnement
Chaque parlement membre fondateur du CIP G5-Sahel est représenté par dix parlementaires dont au moins deux femmes. Cet effectif n'inclut pas le président du parlement.
Pour les pays dont le système d'organisation politique est le bicamérisme, le nombre des représentants doit comprendre des parlementaires issus de chacune des chambres.
Le CIP G5 Sahel est présidé de manière tournante par un Président d’Assemblée issu de l'un des 5 pays membres fondateurs du G5 Sahel. La durée de mandat du président est d'un an et suit le cycle de la présidence du G5 Sahel.
Dès sa mise en place, la présidence inaugurale du Comité Interparlementaire G5 Sahel fut assurée par le Président de l’Assemblée nationale du Niger, Ousseini Tinni.
En mai 2019, le Niger passa le témoin au Burkina Faso à travers Alassane Bala Sakandé, Président de l'Assemblée nationale burkinabè, qui a eu la responsabilité d’organiser la première assemblée plénière du CIP G5 Sahel de l’organisation les 12 et 13 mai 2019. Au cours de cette Assemblée, les organes sont mis en place et une feuille de route est adoptée pour la suite du processus de structuration.
En octobre 2019, précisément les 30 et 31 octobre 2019, la première conférence, des présidents d’Assemblées du G5 Sahel a lieu à Nouakchott en Mauritanie. Cette conférence a permis l’adoption des instruments de gestion du CIP G5 Sahel ainsi que le budget de démarrage du Secrétariat exécutif.
La présidence actuelle du CIP G5 Sahel est assurée par Cheikh Ahmed Baya, Président de l'Assemblée nationale de Mauritanie depuis novembre 2020. Ce dernier mandat a accusé un retard du fait des bouleversements provoqués par la pandémie du covid-19.